# Química de adhesivos sensibles a la presión
La química de adhesivos sensibles a la presión describe la ciencia química asociada con los adhesivos sensibles a la presión. Las cintas y etiquetas se han convertido en una parte importante de vida cotidiana. Estos se basan en materiales adhesivo fijado a un soporte, como papel o película de plástico. Debido a la pegajosidad inherente y la baja energía de superficial, estas cintas pueden ser colocadas sobre una variedad de substratos cuando se aplican un ligera presión, incluyendo papel, madera, metales, y cerámica. El diseño de las cintas requiere un equilibrio entre la necesidad de una vida útil y la adaptación a una variedad de efectos ambientales y humanos, incluida la temperatura, la exposición a los rayos UV, desgaste mecánico, la contaminación de la superficie de sustrato, y la degradación del adhesivo.

## Composición
Un cinta PSA típica consiste en un adhesivo sensible a la presión (la parte adhesiva de la cinta) recubierta con un material de respaldo. Para evitar que el adhesivo se adhiera al respaldo cuando se enrolla en un rollo, se aplica un agente de liberación al respaldo o se coloca un forro de liberación sobre el adhesivo. A veces se recubre una imprimación entre el adhesivo y el soporte, lo que aumenta la unión.

### Adhesivos comunes
| Sustancia                | (K) |      |
| ------------------------ | --- | ---- |
| Acrilato de 2-etilhexilo | 223 | 29.7 |
| Acrilato de n-Butilo     | 219 | 32.8 |
| Acrilato de Metilo       | 286 | 39.8 |
| Metacrilato de t-butilo  | 503 | 30.5 |

#### Estructura
La presión adhesivos sensibles a la presión son polímeros viscoelásticos con su reología adaptada a las características deseadas de unión y desacoplamiento. Los materiales típicos utilizados para hacer el adhesivo incluyen:
- Polímero de acrilato,
- Caucho, ya sea caucho natural o elastómero termoplástico sintético
- Goma de silicona
- y otros

Estos materiales a menudo se mezclan con un agente de pegajosidad para producir adherencia permanente (“poder de agarre”) a temperatura ambiente, son algo deformables, tienen poca energía superficial, y son resistentes a la humedad. Para cumplir estos requisitos, estos materiales son típicamente de baja densidad de reticulación, baja viscosidad (η < 10,000 cP), y una amplia distribución del peso molecular para permitir la deformación del material adhesivo a la superficie rugosa del substrato bajo diversas temperaturas y condiciones de pelado.
Dos componentes a menudo comprenden el adhesivo: un material de alta adherencia y de baja adherencia. El material alta adherencia es un polímero con baja temperatura de transición de vítrea y bajo peso molecular de enmarañamiento. El material de alta adherencia comprende aproximadamente el 95% del adhesivo y proporciona la mayoría de la pegajosidad del adhesivo. Además de estos dos componentes, a menudo se agregan surfactantes para reducir la energía de superficial del adhesivo y facilitar la adhesión a sustratos de alta energía superficial (metales, otros materiales poliméricos).
En la tabla se muestra una lista de los monómeros de acrilato típicos y sus temperaturas de transición vítrea {T_g} y las energías de superficie (\gamma). El
T g
{ _{}}
de una mezcla adhesiva binaria de monómetros de acrilato puede estimarse utilizando la ecuación de Ordon-Taylor, donde
ϕ {\phi _{1}}}
y  { {\phi _{2}}} son las fracciones de volumen de homopolímeros con temperaturas de transición del vítrea 
{ {T_{g,1}}}
y Tg {T_{G,2}}}
, respectivamente.

#### Producción
Los poliacrilados utilizados en las cintas adhesivas se sintetizan fácilmente mediante polimerización de radicales libres. Estas polimerizaciones pueden iniciarse térmicamente o fotocatalíticamente cuando iniciadores basados en azo y peróxido. Dichas polimerizaciones se llevan a cabo típicamente en disolvente para producir un revestimiento homogéneo resistente al agua. Debido a que los adhesivos permeables al agua no son deseados, los adhesivos no se sintetizan por polimerización en emulsión, que introduce agua en el adhesivo.

### Componentes comunes

#### Apoyo
El adhesivo está recubierto sobre un material flexible (el respaldo) como papel, papel aluminio, tela, o película plástica (como polipropileno orientado biaxialmente o cloruro de polivinilo) para proporcionar resistencia y proteger el adhesivo contra degradación por factores ambientales como humedad, temperatura, y luz ultravioleta. La resistencia a la tracción del respaldo, el alargamiento, la rigidez, y la resistencia al desgarro pueden coincidir con uso previsto de la cinta. El adhesivo puede unirse al respaldo mediante tratamientos superficiales, imprimadores, calentamiento, o curado UV.

#### Recubrimiento de liberación
Para permitir el enrollado y desenrrollado de la cinta, el respaldo está recubierto con un agente de liberación que evita de alguna manera que la cinta se adhiera a sí misma o que se pegue con dos capas de adhesivo (cinta de doble cara). Esto se logra mediante el uso de un material que permite la eliminación fácil de interacciones favorables en la interfaz adhesivo-adhesivo, o al hacer que ambas superficies sean immiscibles entre sí. Dos materiales comunes utilizados en las cintas adhesivas a base de poliacrilatos, son las fluorosiliconas y los carbamatos de vinilo. Las fluorosiliconas son immiscibles con el adhesivo a base de poliacrilatos mientras que las colas largas de carbamatos de vinilo forman una estructura cristalina alta que el adhesivo no puede penetrar. Además, durante el pelado, los revestimiento de liberación de fluorosilicona no hacen ningún ruido, mientras que los carbamatos de vinilo producen ruidos fuertes.

#### Interfaz adhesivo de respaldo
Las películas de plástico pueden tener la superficie modificada por tratamiento corona o por procesamiento de plasma para permitir una mayor unión del adhesivo. Una capa de imprimación también se puede usar para este propósito. Algunos respaldos deben sellarse o tratarse de otro modo antes del recubrimiento adhesivo. Este es especialmente importante cuándo la introducción de nuevos materiales en el adhesivo puede comprometer el rendimiento del adhesivo.

## Aplicación
Las cintas adhesivas sensibles a la presión normalmente requieren una presión ligera para asegurar la unión con un sustrato. Este requisito de baja presión permite una fácil aplicación a las superficies simplemente usando los dedos o las manos para aplicar presión. La presión aplicada a la cinta permite que la cinta tenga un mejor contacto con la superficie y permite que las fuerzas físicas entre dos se acumulen. Habitualmente, el aumento de la presión de aplicación aumenta la adhesión del adhesivo al sustrato. La prueba de laboratorio con prueba PSA a menudo se realiza con un rodillo de 2 kilogramos para aumentar la uniformidad de la prueba. Los PSA pueden mantener su pegajosidad a temperatura ambiente y no requieren el uso de aditivos tales como agua, solventes, o activación por calor para ejercer fuertes fuerzas adhesivas sobre las superficies. Debido a esto, los PSA se pueden aplicar a una variedad de superficies como papel, plásticos, madera, cemento, y metal. Los adhesivos tienen una sujeción cohesiva y son también elásticos, lo que permite manipular manualmente los PSA y también eliminarlos de una superficie sin dejar residuos.

### Factores medioambientales
La mayoría de los PSA son más adecuados para utilizarse en temperaturas moderadas de alrededor 15-35 °C (59-95 °F). Dentro de este rango de temperatura, los adhesivos típicos mantienen su equilibrio en el comportamiento viscoso y elástico donde se puede lograr una humectación superficial óptima. A temperaturas extremadamente altas, la cinta puede estirarse más de lo inicialmente. Esto podría causar problemas después de la aplicación a la superficie, ya que si la temperatura baja, la cinta puede experimentar un estrés adicional. Esto puede llevar a que la cinta que pierda parte de su área de contacto, disminuyendo su adhesión al corte o su poder de retención. A temperaturas más bajas, los polímeros adhesivos se vuelven más duros y rígidos, lo que reduce la elasticidad general de la cinta y comienza a reaccionar como el vidrio. La menor elasticidad hace que sea más difícil para los adhesivos estar contacto con la superficie y disminuye su capacidad de humedecerse. Se puede formular un adhesivo para mantener la adherencia a temperaturas más frías o puede ser necesaria una mayor cantidad de recubrimiento adhesivo en la cinta. El respaldo de los adhesivos también puede plastificarse para reducir su temperatura de transición vítrea y conservar su flexibilidad.

### Condiciones de adhesivo de sustrato

#### Fuerza de unión
La energía superficial del sustrato decide qué tan bien el adhesivo se adhiere a la superficie. Los sustratos que tienen baja energía superficial evitan que los adhesivos se humedezcan mientras que los sustratos con altas energías superficiales permitirán que los adhesivos se humedezcan espontáneamente. Las superficies con altas energías superficiales tienen una mayor interacción con el adhesivo, lo que permite extenderse y aumentar su área de contacto. Las superficies con bajas energías superficiales baja pueden someterse a un tratamiento de corona o llama para aumentar su energía superficial. Sin embargo, incluso si una superficie tiene mucha energía, los contaminantes en la superficie puede interferir con la capacidad de adhesión para adherirse a la superficie. La presencia de contaminantes como polvo, papel, y aceites reducirá el área de contacto y disminuirá la fuerza de adhesión de los adhesivos. Si hay contaminantes presentes, puede ser necesario limpiar la superficie con un solvente adecuado como benceno, alcoholes, ésteres, o cetonas. Las superficies con texturas también pueden disminuir la fuerza de unión de un adhesivo. Las texturas crean una superficie irregular que dificultará que los adhesivos entren en contacto con la superficie, disminuyendo así su capacidad de humectación. El agua o la humedad de cualquier forma reducirán la adhesión superficial y reducirá la pegajosidad de la cinta. La humedad puede eliminarse de la superficie por cualquier método físico o químico. Sin embargo, la eliminación de la humedad a base de silicio provocará una disminución de la adhesión y, por lo tanto, la falla.

## Tiempo de vida

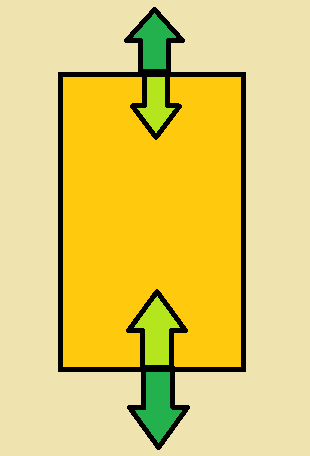
Esquema de las fuerzas presentes debido a la expansión / contracción térmica de la cinta adhesiva

Un adhesivo sensible a la presión experimentará una variedad de condiciones durante su vida útil. Estas condiciones afectan uno de las siguientes partes de la cinta: la superficie o el volumen. La superficie es simplemente la parte de la cinta que está expuesta al medio ambiente durante tota su vida útil. El volumen es todo debajo de la superficie de la cinta, aquello es decir las interacciones que ocurren entre el sustrato y la parte adhesiva de la cinta.

### Condiciones de exposición superficial
La superficie de la cinta experimentará diversas condiciones que le imponen, como temperaturas variables, niveles de humedad, niveles de exposición a los rayos UV, desgaste mecánico, o incluso la degradación del adhesivo expuesto a la superficie. Si bien el grueso experimentará desgaste mecánico y degradación del adhesivo, estos efectos no son tan comunes ni tan grandes en magnitud como en la superficie. La respuesta de la cinta a condiciones variables se debe en gran a la composición del adhesivo y soporte así como a las propiedades adhesivas tales como la temperatura de transición del vidrio y las interacciones adhesivo-sustrato debido a la fuerza de adhesión.

### Condiciones medioambientales
Muchos factores dentro del ambiente pueden afectar el desgaste de la superficie de la cinta adhesiva. Incluso las perspectiva de condiciones medioambientales rápidamente cambiantes pueden ser suficiente para causar un falla en el sustrato. Por ejemplo, un enfriamiento rápido puede hacer que el sustrato se encoja dramáticamente mientras el adhesivo permanece estacionario. Esta fuerza de tracción puede ser suficiente para causar desgarros en el sustrato y disminuir la adhesión del sustrato. Por lo tanto, la falla del sustrato se basa en la respuesta del sustrato a diversas condiciones medioambientales así como a la velocidad a la que cambian estas condiciones. Una cinta adhesiva aplicada en un entorno moderado experimentará una rango menor de temperaturas que uno aplicado en un desierto caliente. La falla del sustrato se basa principalmente en los cambios de temperatura, ya que es más probable que ocurran y es más probable que afecten al sustrato de manera importante.
Sin embargo, el sustrato puede ser afectado por humedad y la exposición de los rayos UV si el sustrato se aplica en un entorno para el que no fue diseñado. Por ejemplo, uno podría sufrir una falla en el sustrato al usar una cinta que se fabricó para ser utilizada en un desierto como Florida, Estados Unidos. La diferencia de temperatura puede ser no muy grande, pero hay una gran diferencia en la humedad. Cualquier efecto medioambiental sobre el sustrato depende de la identidad y el propósito del sustrato.

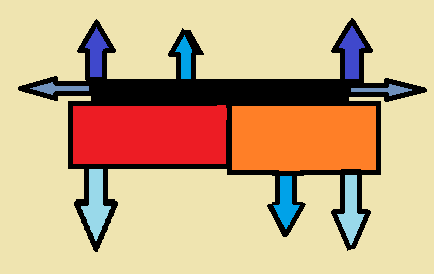
Esquema de las fuerzas presentes debido al desgaste mecánico de la cinta adhesiva

### Desgaste mecánico
El desgaste mecánico depende en gran medida de la amplitud y dirección de las fuerzas ejercidas sobre el sistema. Estas fuerzas podrían aplicarse directamente a la propia cinta adhesiva como si se tratara de pelar la cinta o se podría aplicar indirectamente a la cinta mediante la manipulación del sustrato al que se le adhiere la cinta adhesiva. Esto último se demuestra en la figura de la derecha. Debe notarse que la figura asume que la cinta adhesiva mantiene juntas dos piezas de sustrato separadas y que no se ha observado la torsión de ambas piezas en direcciones opuestas.
El desgaste de una cinta adhesiva cuando se desliza sobre un sustrato puede estimularse usando la Ley de Adhesivo Archard, donde H y k_{w} son los coeficientes de dureza y desgaste de la cinta adhesiva,
ν
{ }
es la distancia que el adhesivo se arrastra a través de la superficie del sustrato,
F
L
{\displaystyle F_{L}}
es la carga normal total que actúa sobre la cinta adhesiva, y Ψ
{ }
es el volumen de la cinta adhesiva que se pierde durante el arrastre.

### Condiciones de exposición masiva
Los factores predominantes que afectan la mayor parte de la cinta adhesiva son la  temperatura y el desgaste mecánico. Los cambios de temperatura y los extremos podrían causar degradación del sustrato y el adhesivo, mientras que el desgaste mecánico podría causar la deslaminación de la cinta adhesiva dependiendo de la magnitud y dirección de las fuerzas aplicadas. La degradación del sustrato, si bien es poco probable, también podría provocar la delaminación, aunque esto será específico para el caso y el entorno.

#### Degradación adhesiva
El adhesivo se ve afectado en gran medida por la temperatura, ya que los adhesivos poliméricos se usan comúnmente en la actualidad. Los materiales poliméricos utilizados en la actualidad son materiales viscoelásticos, lo que permite una fácil aplicación y una rápida adherencia al sustrato. La degradación del adhesivo en la masa se debe principalmente a efectos de temperatura, que reducen la adhesión causando delaminación de la cinta adhesiva. Una temperatura demasiado baja  puede hacer que el adhesivo entre en su estado de vidrio volviéndose muy frágil y reduciendo la adhesión. El aumento de la temperatura, hace por otro lado, que el polímero se vuelva más fluido y móvil. A medida que aumenta la movilidad, la adhesión del polímero se reduce a medida que el polímero comienza a fluir en lugar de adherirse. Ambas temperaturas extremas finalmente resultan en delaminación. El rango ideal de temperatura depende en gran medida de la identidad del adhesivo, que se reduce a la estructura de polímero. Cuando más rígida es la cadena de polímero, más fuerte son las fuerzas intermoleculares entre las cadenas de polímero, y más fuertes son las interacciones entre el sustrato y el adhesivo, lo que finalmente dará como resultado una adhesión fuerte y, como resultado, un rango ideal de temperatura superior para la adhesión.
Dicho esto, para evitar la delaminación, la selección de una cinta adhesiva debe basarse en las condiciones que experimentará la cinta adhesiva durante su vida útil. Este proceso de selección reducirá las cadenas de degradación y falla de la cinta adhesiva durante su vida útil de la cinta, aunque no hay garantía de que este proceso evite por completo la posibilidad.

### Efectos en el reciclaje
Las cintas PSA usadas materiales compuestos y no se reciclan en cintas nuevas. Sin embargo, sus posibles efectos sobre la reciclabilidad de los productos en los que han sido utilizados son importantes. La reutilización o el reciclaje a veces son ayudados por una cinta extraíble de una superficie.
Los efectos sobre la reciclabilidad son particularmente importantes cuándo la cinta se aplica a la superficies de papel, tales como tableros de fibra corrugada y otros empaques. Cuándo las cajas de cartón corrugado con cinta adhesiva se reciclan, las cintas de sellado con caja de película obstaculizan el reciclaje de la caja; el adhesivo PSA se queda con el respaldo y se quita fácilmente.
Las cintas utilizadas en las plantas de fabricación de papel a veces son diseñadas para ser repulpables. Un adhesivo PSA repulpable se dispersa cuando en la pulpa caliente de pulpa.

## Otras lecturas
- "Adhesivos y aplicaciones sensibles a la presión", Istvan Benedek, 2004, ISBN 0-8247-5059-4
- "Cintas adhesivas sensibles a la presión", J. Johnston, PSTC, 2003, ISBN 0-9728001-0-7
- "Formulación sensible a la presión", I. Benedek, VSP, 2000, ISBN 90-6764-330-0